# Soixantards

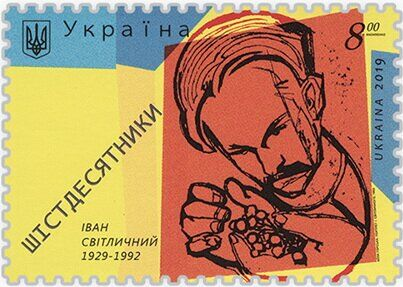
Timbre ukrainien en mémoire des soixantards, avec le portrait d'Ivan Svitlytchny (1929—1992).

Les soixantards (en russe : Шестидесятники, chestidessiatniki ; en ukrainien : Шістдесятники, chistdessiatnyky ; littéralement « ceux des années 1960 ») sont une génération de l'intelligentsia soviétique dont la plupart des membres, nés entre 1925 et 1945, font leurs premiers pas dans les sphères culturelles et politiques de l'URSS à la fin des années 1950 et 1960 à la suite du dégel khrouchtchévien (en). Leur vision du monde est marquée par les années de purges staliniennes, qui ont affecté les familles de nombre d'entre eux, et la Seconde Guerre mondiale, durant laquelle beaucoup ont combattu au front.
Les soixantards se distinguent par leurs opinions libérales et anti-totalitaires, ainsi que leur romantisme qui trouve des expressions vivantes dans la musique et les arts visuels. Bien que la plupart des soixantards croient aux idéaux communistes, ils se caractérisent par une forte déception vis-à-vis du régime de Staline et de sa répression des libertés fondamentales.
Un grand nombre de soixantards sont des intellectuels, qui se répartissent grossièrement en deux catégories : les « physiciens » — versés dans les sciences et les techniques — et les « lyriques » — écrivains, professionnels du théâtre et du cinéma, et autres représentants des arts libéraux. La culture des bardes (en) (auteurs-compositeurs-interprètes), la poésie, la désillusion politique et l'amour des voyages de camping dans les régions les plus éloignées de l'Union soviétique sont quelques-unes des tendances et occupations associées aux soixantards.
Après le début des politiques de perestroïka et de glasnost (fin des années 1980 - début des années 1990), le terme « soixantards » a également été utilisé pour désigner les représentants de la nouvelle génération d'élites communistes dont les opinions politiques se sont formées à la fin des années 1950 et au début des années 1960. Il s'agit notamment des hommes politiques Mikhaïl Gorbatchev et Alexandre Iakovlev, des philosophes Alexandre Zinoviev, Merab Mamardashvili et Iouri Levada, des politologues Alexandre Bovine (en) et Fiodor Bourlatski (ru), ou encore des journalistes Vitali Korotitch, Iegor Iakovlev (en) et Sergueï Zalyguine, entre autres.
Les soixantards présentent certains parallèles avec la nouvelle gauche et les mouvements hippies occidentaux, même s'ils sont plutôt à rapprocher de la Beat Generation, plus intellectuelle.

## Soixantards ukrainiens
Les soixantards de RSS d'Ukraine se démarquent par leur défense de la langue et de la culture nationales, outre celle de la liberté de création artistique.
Les membres les plus célèbres du mouvement sont les écrivains Ivan Dratch, Valéri Chevtchouk, Mykola Vinhranovsky, Volodymyr Drozd (uk), Hryhir Tioutiounnyk, Borys Oliynyk, Vitaliy Dontchyk (uk), Vassyl Symonenko, Mykola Kholodny (uk), Lina Kostenko et Yevhen Houtsalo, les peintres Alla Horska, Viktor Zaretsky (uk) et Boris Tchitchibabine (en), les critiques littéraires Ivan Dziouba, Yevhen Sverstiouk, les réalisateurs Lès Taniouk, Sergueï Paradjanov et Youri Illienko, les critiques d'art Roman Korohodsky (uk) et Iouri Smirny (uk), ou encore les traducteurs Hryhoriy Kotchour (uk) et Mykola Loukach (en), Lyoubov Pantchenko pour la mode.
Les soixantards s'opposent au dogmatisme officiel, professent la liberté d'expression créative, le pluralisme culturel et la priorité des valeurs universelles sur celles de classe. Ils sont largement influencés par la culture humaniste occidentale, les traditions de la Renaissance fusillée et la culture ukrainienne de la fin du XIXe siècle et du début du XXe siècle.
Les activités culturelles (officieuses) des soixantards comprennent des lectures littéraires et des expositions d'art, des soirées à la mémoire d'artistes réprimés et des représentations théâtrales. Ils rédigent également des pétitions pour la défense de la culture ukrainienne. Le Club de la jeunesse créative « Contemporain » (créé en 1959-60) à Kiev, et le club « Perce-neige » (1962) à Lviv, deviennent des centres de culture nationale alternative. Les soixantards revivifient les traditions de l'intelligentsia pré-révolutionnaire classique, qui aspirait à une indépendance morale et politique de l'Ukraine au service de la société civile et du peuple.
Ces activités culturelles suscitent le mécontentement des autorités. Les soixantards tendent à s'affranchir des limites artistiques et idéologiques officielles : à partir de fin 1962, une forte pression est donc exercée sur l'intelligentsia non conformiste pour qu'elle se conforme aux exigences du pouvoir. Les soixantards sont interdits de publication et se voient accusés de « formalisme », d'« inaction » et de « nationalisme bourgeois ». En réponse, les idées des soixantards commencent à circuler par samizdat.
Confrontés à une résistance farouche de l'appareil du parti, certains des soixantards transigent avec le pouvoir, tandis que d'autres deviennent des dissidents politiques, des membres du mouvement des droits de l'homme et des opposants déclarés au régime.